# Al-Hadi
Al-Hadi, död 786, var abbasidernas 4:e kalif. Han var regerade kalif i Abbasidkalifatet mellan 785 och 786. 